# Bánffytelep (Kolozs megye)
Bánffytelep (románul: Dealu Negru) falu Romániában, Kolozs megyében.

## Lakossága
1930-ban amikor különvált Magyarvalkótól 330 ortodox román lakosa volt. 1992-re 506 fős lett román lakossága, melyből 494 fő ortodox és 12 fő pünkösdista.

## Története
1930-ban vált külön a többségében magyar lakosú Magyarvalkóból. Magyarul Feketedombként vagy Bánffytelepként ismeretes. 
A falu a trianoni békeszerződésig Kolozs vármegye Bánffyhunyadi járásához tartozott.

## Nevezetességek
1764-ből származik ortodox fatemploma.